# Naohiko Okada
Naohiko Okada (japanisch 岡田 直彦 Okada Naohiko; * 30. Dezember 1978 in der Präfektur Gunma) ist ein ehemaliger japanischer Fußballspieler.

## Karriere
Okada erlernte das Fußballspielen in der Schulmannschaft der Maebashi Ikuei High School. Okada begann seine Karriere 1997 beim Zweitligisten Consadole Sapporo. 1997 feierte er mit dem Verein die Zweitligameisterschaft und den Aufstieg in die erste Liga. Am Ende der Saison 1998 stieg der Verein in die zweiten Liga ab. 1999 beendete er seine Karriere als Fußballspieler.